# Habibi (I Need Your Love)
Habibi (I Need Your Love) è un singolo degli artisti Faydee, Shaggy e Mohombi pubblicato nel 2014.

## Cover
- La cantante uzbeca Shahzoda ha pubblicato nel 2016 una cover del brano in lingua russa, intitolata Habibi (Ulibni's i vsë OK!), con la partecipazione della Faydee e Dr. Costi.
- La cantante bulgara Galena ha pubblicato nel 2015 una cover del brano in lingua bulgara, intitolata Habibi, con la partecipazione della Faydee[1].